# Tŏkŏn-myŏn
Tŏkŏn-myŏn är ett grannskap i Nordkorea. Det ligger i den västra delen av landet, 80 km nordväst om huvudstaden Pyongyang.